# Вентас-де-Уельма
Вентас-де-Уельма (ісп. Ventas de Huelma) — муніципалітет в Іспанії, у складі автономної спільноти Андалусія, у провінції Гранада. Населення — 704 особи (2010).
Муніципалітет розташований на відстані близько 370 км на південь від Мадрида, 22 км на південний захід від Гранади.
На території муніципалітету розташовані такі населені пункти: (дані про населення за 2010 рік)
- Акула: 202 особи
- Вентас-де-Уельма: 502 особи

## Демографія
Динаміка населення (INE ):

## Галерея зображень

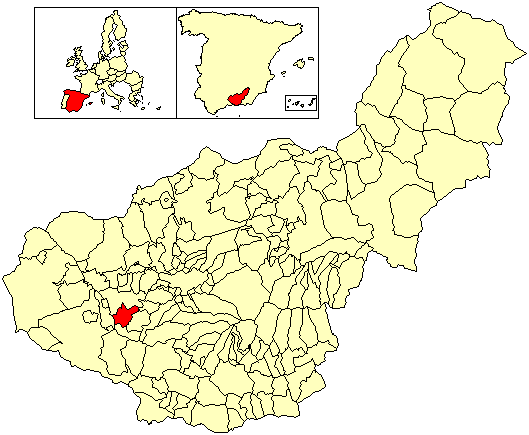
Розташування муніципалітету у провінції Гранада